# Herzog von El Infantado

Wappen des Herzogs von El Infantado

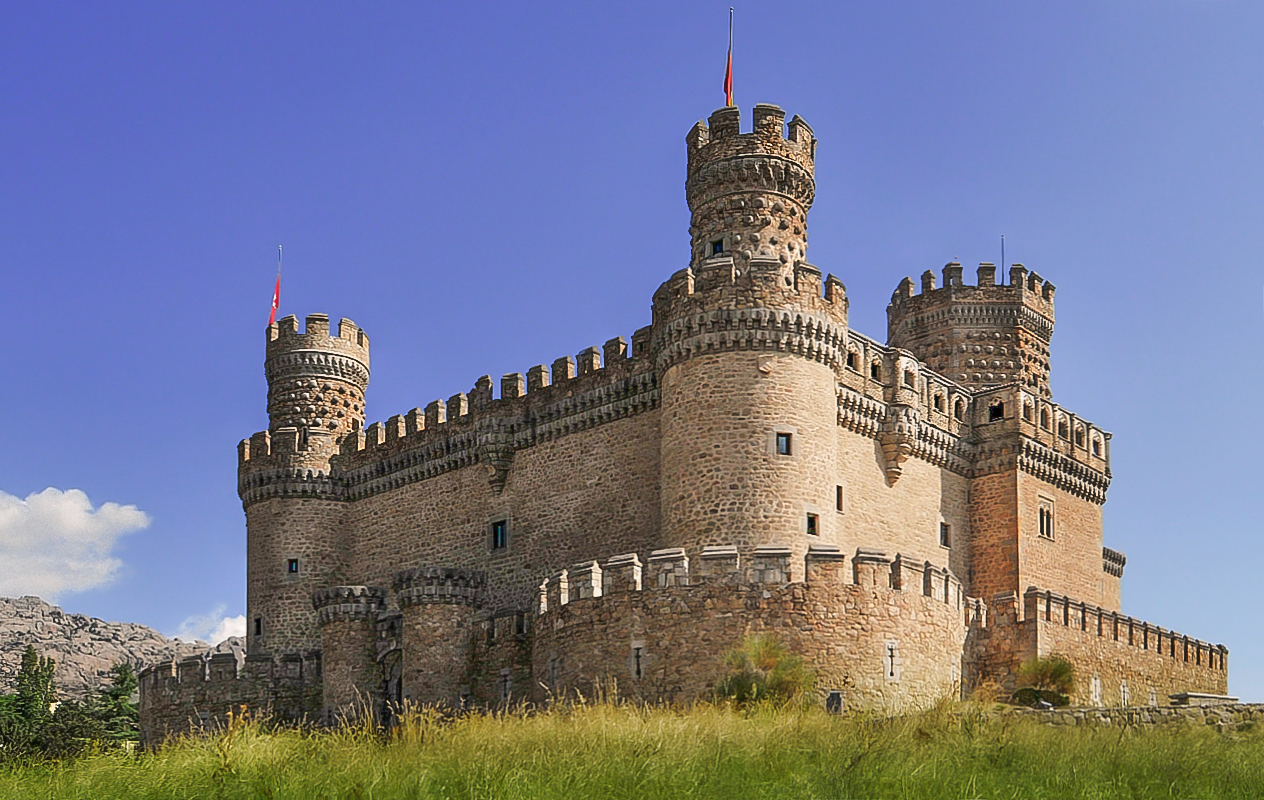
Burg Manzanares el Real

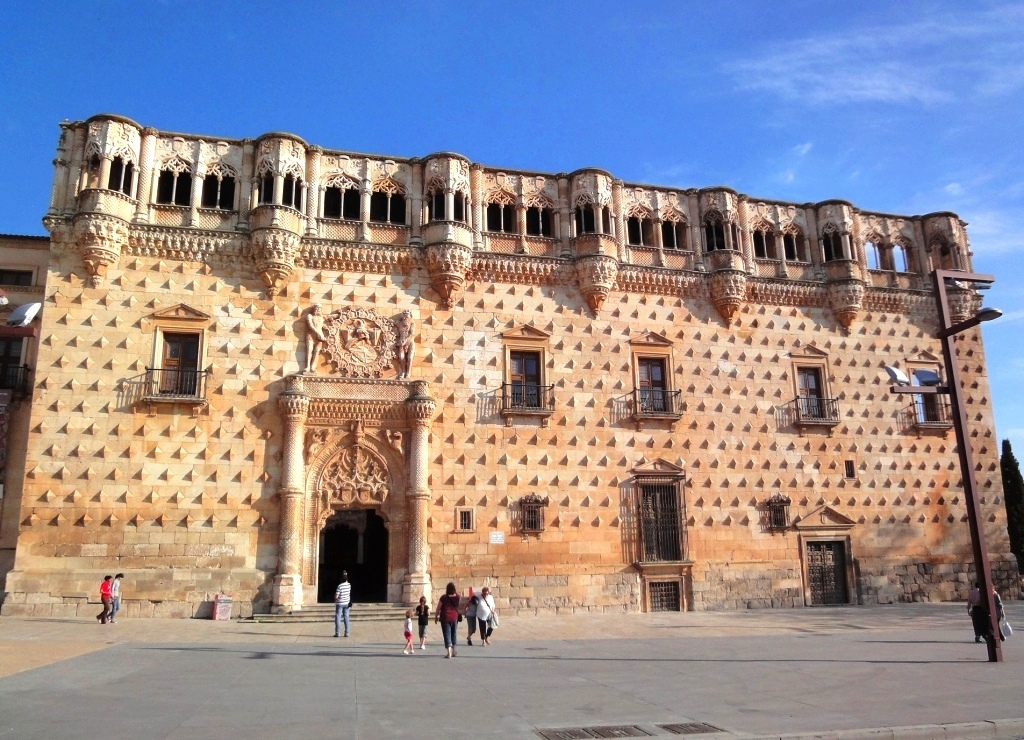
Palacio del Infantado, Guadalajara

Der Titel Herzog von El Infantado (spanisch Duque del Infantado) wurde im Jahr 1475 von Königin Isabella I. an Diego Hurtado de Mendoza y Figueroa verliehen, einem Sohn des Politikers und Schriftstellers Íñigo López de Mendoza, Marqués de Santillana; der Titel wird bis heute unter dessen Nachkommen vererbt.
Diego Hurtado de Mendoza ist der Erbauer der Burg Manzanares el Real. Der spätere Sitz des Herzogs von Infantado ist hingegen der Palacio del Infantado in Guadalajara.

## Herzöge von El Infantado
- Diego Hurtado de Mendoza y Figueroa (1415/7–1479), 1. Duque del Infantado, Sohn von Íñigo López de Mendoza, Marqués de Santillana
- Íñigo López de Mendoza y Luna (1461–1531) 2. Duque del Infantado
- Diego Hurtado de Mendoza y Luna, „El Grande“, 3. Duque del Infantado
- Íñigo López de Mendoza y Pimentel (1493–1566), 4. Duque del Infantado
- Diego Hurtado de Mendoza (1520–1560), Conde de Saldaña, Sohn des 4. Herzogs; verheiratet mit der Marquesa de Cenete
- Íñigo López de Mendoza (1536–1601), Enkel des 4. Herzogs, 4. Duque del Infantado, Erbe des Marquesado de Cenete
- Ana de Mendoza (1554–1633), 6. Duquesa del Infantado, verheiratet mit Juán Hurtado de Mendoza de la Vega y Luna († 1624)
- Rodrigo Díaz de Vivar Sandoval y Mendoza (1614–1657), 7. Duque del Infantado, 1651–1655 Vizekönig von Sizilien
- Catalina Gómez de Sandoval y Mendoza (1616–1686), 8. Duquesa del Infantado, durch ihre Ehe Duquesa de Pastrana
- Gregorio María de Silva y Mendoza (1649–1693), 5. Duque de Pastrana, 9. Duque del Infantado und 7. Duque de Lerma
- Juan de Dios de Silva y Mendoza y Haro (1672–1737), 6. Duque de Pastrana, 7. Duque de Lerma und 10. Duque del Infantado
- María Francisca de Silva Mendoza y Sandoval (1707–1770), 11. Duquesa del Infantado, verheiratet mit dem Marqués de Távara

### Haus Álvarez de Toledo
- Pedro Alcántara de Toledo y Silva (1729–1790), 12. Duque del Infantado, Erbe der Titel Távara, Lerma und Pastrana
- Pedro Alcántara de Toledo y Salm-Salm (1768–1841), 13. Duque del Infantado etc.

### Andere Familien
- Pedro de Alcántara Tellez Girón y Beaufort (1810–1844), 11. Duque de Osuna, Conde de Benavente, 14. Duque del Infantado. Urenkel des 13. Herzogs
- Mariano Téllez Girón y Beaufort-Spontin (1814–1882), 15. Duque del Infantado, 12. Duque de Osuna, Bruder des 14. Herzogs
- Andrés Avelino de Arteaga y Silva Carvajal y Téllez Girón (1833–1910), 16. Duque del Infantado, Neffe des Duque de Osuna
- Joaquín de Arteaga y Echague Silva y Méndez de Vigo (1870–1947), 17. Duque del Infantado, Sohn des 16. Herzogs
- Íñigo de Arteaga y Falguera (1905–1997), 18. Duque del Infantado.
- Íñigo de Arteaga y Martín (1941–2018), 19. Duque del Infantado.
- Almudena de Arteaga y del Alcázar (* 1967), 20. Duquesa del Infantado, Tochter des 19. Herzogs und bekannte spanische Schriftstellerin.